# Bernardo Guerra Serna
Bernardo Guerra Serna, también conocido como el «Indio Guerra», (Peque; 1 de diciembre de 1930-Medellín; 26 de julio de 2021) fue un político liberal colombiano quien durante el siglo XX tuvo «el mayor poder que un jefe político regional pudiera alcanzar» en Colombia.

## Biografía
Los Guerra Serna fueron víctimas de la Época de la Violencia en Colombia en Peque. De ello da cuenta la Revista Semana (Colombia):

A la persecución política dirigida por el Capitán Mejía (alias "capitán gordo"), los pecunos ofrecieron una tenaz resistencia, encabezados por la familia Guerra, campesina y laboriosa, que debió abandonar su cultivo de fríjol y maíz, para encarar el peligro... En ese duro menester gastó su juventud Bernardo Guerra Serna. Por eso, apenas a los 31 años, vino a culminar su carrera de abogado en la Universidad Libre, sin notas relevantes.
Semana

Ingresó a segundo año en la Facultad de Derecho de la Universidad Libre en 1956 procedente de la Universidad de Medellín. Estudió en La Libre hasta finales de 1959. No aparece registro de fecha de grado.
De acuerdo con Vilma Liliana Franco Restrepo, Bernardo Guerra Serna o el «Indio Guerra» fue un advenedizo que marcó «un viraje en la dinámica política y la estructura de poder» en el «ámbito regional» del liberalismo antioqueño, relegando a «notables liberales como Gabriel Fernández Jaramillo, Alberto Jaramillo Sánchez, Hernando Agudelo Villa y Diego Calle Restrepo».
En entrevista realizada por el periodista Guillermo Zuluaga para el diario El Tiempo de Bogotá, escribió:

Bernardo Guerra fue el «papá» de una docena de políticos: Federico Estrada, Bernardo Ruiz, César Pérez, Darío Londoño, Elena Herrán y Álvaro Uribe Vélez, entre tantos otros. En el cenit de su poder, llegó a poner una veintena de congresistas de su grupo, manejó más de cincuenta alcaldías y alguna vez confesó que ayudó a nombrar 25.000 trabajadores en el sector público y otros 25.000 en el sector privado.
Guillermo Zuluaga

El Movimiento de Reconstrucción Nacional (Morena), un grupo anticomunista, antisubversivo y de filiación política liberal, fundado en Puerto Boyacá por la Asociación Campesina de Ganaderos y Agricultores del Magdalena Medio (Acdegam) en agosto de 1989, fue disuelto por recomendación del propio «Indio Guerra», Norberto Morales Ballesteros y Alberto Santofimio. En sustitución de este se creó el Movimiento Liberal Democrático y Popular del Magdalena Medio.
| Predecesor: Gustavo Dajer Chadid | Presidente del Senado de Colombia 20 de julio de 1982 al 19 de julio de 1983 | Sucesor: Carlos Holguín Sardi |